# Pasangan
Pasangan is een bestuurslaag in het regentschap Tegal van de provincie Midden-Java, Indonesië. Pasangan telt 3941 inwoners (volkstelling 2010).